# جامعة حران (العصر الذهبي للإسلام)

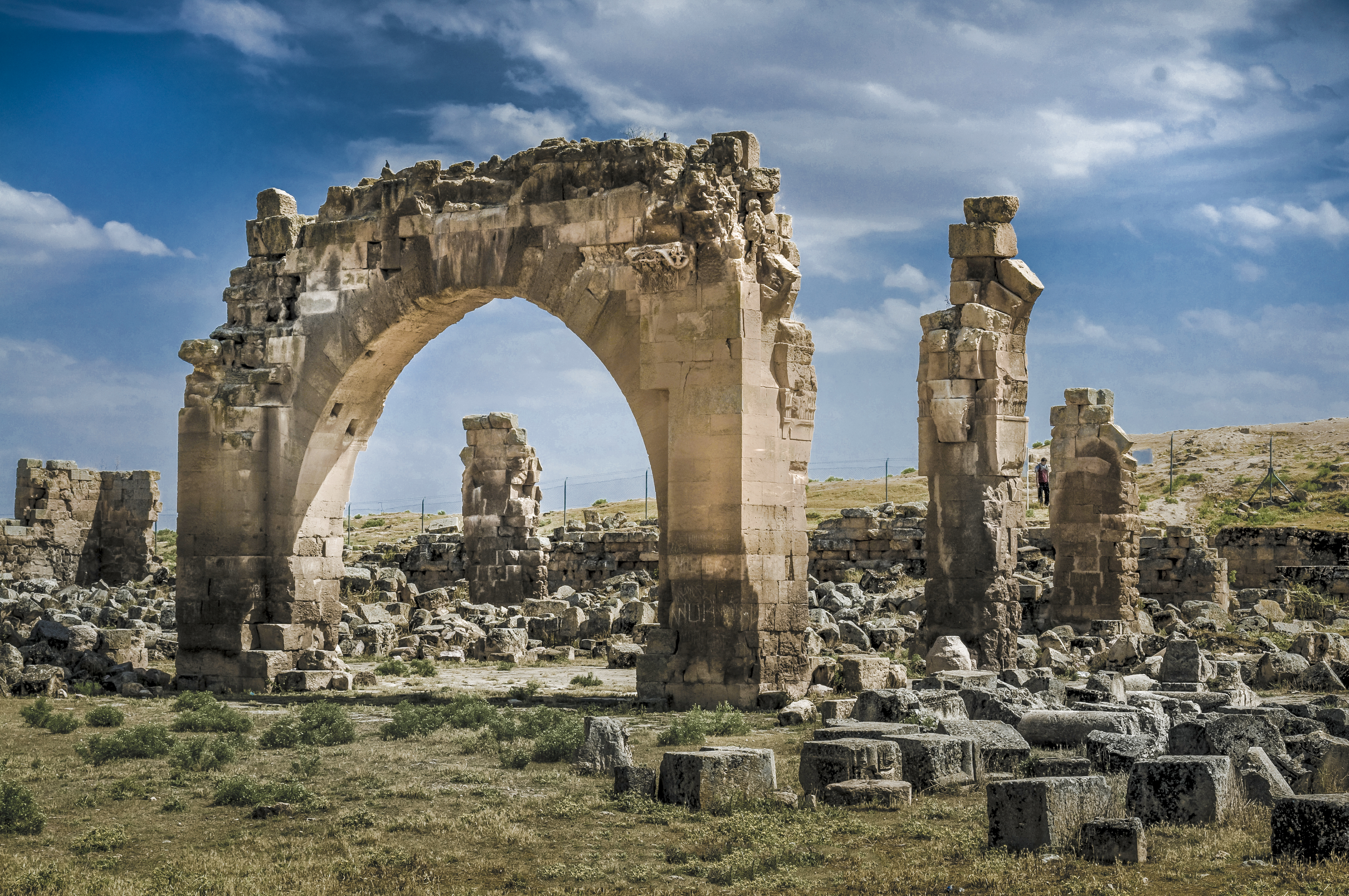
أطلال الجامعة

جامعة حران والمعروفة أيضًا باسم مدرسة حران، كانت مؤسسة إسلامية للتعليم العالي في العصور الوسطى في حران (تقع اليوم في جنوب شرق تركيا الحالية)، وكانت نشطة من القرن الثامن إلى القرن الثاني عشر على الأقل ثم لفترة وجيزة مرة أخرى في القرن السادس عشر. وكانت الجامعة أول مؤسسة إسلامية من نوعها، وتمتعت ببيئة فكرية متحررة، وجعلت حران مشهورة كمركز للعلم والمعرفة. كان نشاط الترجمة في الجامعة، وخاصة ترجمة الوثائق من السريانية واليونانية إلى العربية، مهمًا تاريخيًا فيما يتعلق بنقل وحفظ التعلم اليوناني والسرياني الكلاسيكي.

## التاريخ
تأسست جامعة حران في زمن الخليفة عمر بن عبد العزيز في عام 717، حيث جلبَت العديد من العلماء من مدن أخرى في جميع أنحاء الأراضي الخاضعة لسيطرته وأقامتهم في حران. كانت الجامعة أول مؤسسة إسلامية من نوعها ويُنظر إليها أحيانًا على أنها أقدم جامعة في العالم. تمتعت الجامعة ببيئة فكرية متحررة، وأُجريت دراسات حول التقاليد الدينية والفكرية التي كانت لتُرفض باعتبارها هرطقة في العديد من الأماكن الأخرى في العالم. ونتيجة للجامعة، اكتسبت حران شهرة عالمية وازدهرت كمركز للعلوم والتعلم.
تمتعت الجامعة بعصرها الذهبي في أواخر القرن الثامن والقرن التاسع، وخاصة في عهد الخليفة العباسي هارون الرشيد (حكم. 786–809). في أوجها، اجتمع أكثر من 8000 طالب في جامعة حران، وتلقوا تعليمهم في الرياضيات والفلسفة والطب وعلم الفلك والعلوم الطبيعية. وقد درس في جامعة حران العديد من العلماء البارزين في عصرهم، ومنهم البتاني وجابر بن حيان وثابت بن قرة. وكانت الجامعة أيضًا موقعًا مهمًا لترجمة الوثائق من السريانية واليونانية إلى العربية وبالتالي كانت أيضًا مؤسسة مهمة في تاريخ نقل وحفظ التعلم اليوناني والسرياني الكلاسيكي. في مرحلة ما، أُدخلَت الفلسفة الأفلاطونية الحديثة إلى الجامعة، على الرغم من أن التوقيت الدقيق ليس واضحًا. ربما جلبها ثابت بن قرى إلى حران في أواخر القرن التاسع، والذي ربما يكون قد تعلم الأفلاطونية المحدثة في بغداد. وبدلًا من ذلك، ربما جلب الأفلاطونيين المحدثين مثل سيمبليسيوس القيلقيلي [الإنجليزية] الأفلاطونية المحدثة إلى حران في وقت مبكر من القرن السادس من أثناء فراره من الاضطهاد في الإمبراطورية البيزنطية.
على الرغم من تراجعها منذ القرن التاسع لصالح جامعات إسلامية أخرى مثل (بيت الحكمة في بغداد، ودار الحكمة في القاهرة)، ظلت الجامعة نشطة حتى القرن الثاني عشر على الأقل، عندما كانت حران تحت حكم السلالة الزنكية. توقفت عن العمل في موعد أقصاه عام 1271، عندما تعرضت حران لأضرار بالغة إثر الحملات الصليبية والغزو المغولي. بعد أن استولت الدولة العثمانية على المنطقة التي تضم حران، حاول السلطان سليم الأول (حكم. 1512–1520) إصلاح الجامعة وإحيائها، على الرغم من تراجع أهميتها مرة أخرى بعد حكمه، حيث وجَّه السلاطين العثمانيون اهتمامهم التالي لأوروبا.

## طالع أيضًا
- جامعة حران، جامعة حديثة تقع في أورفة المجاورة
- العصر الذهبي الإسلامي